# Armant

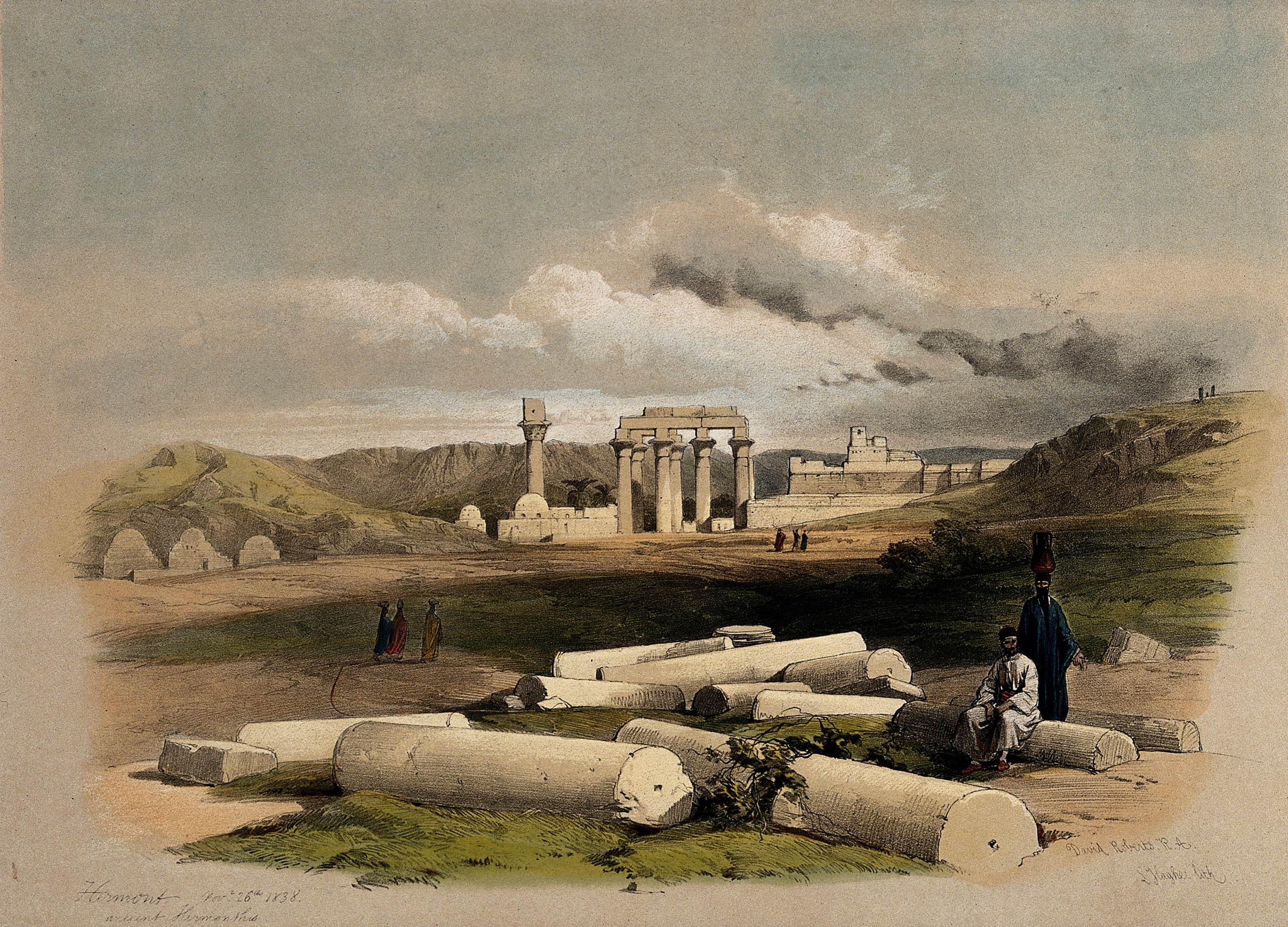

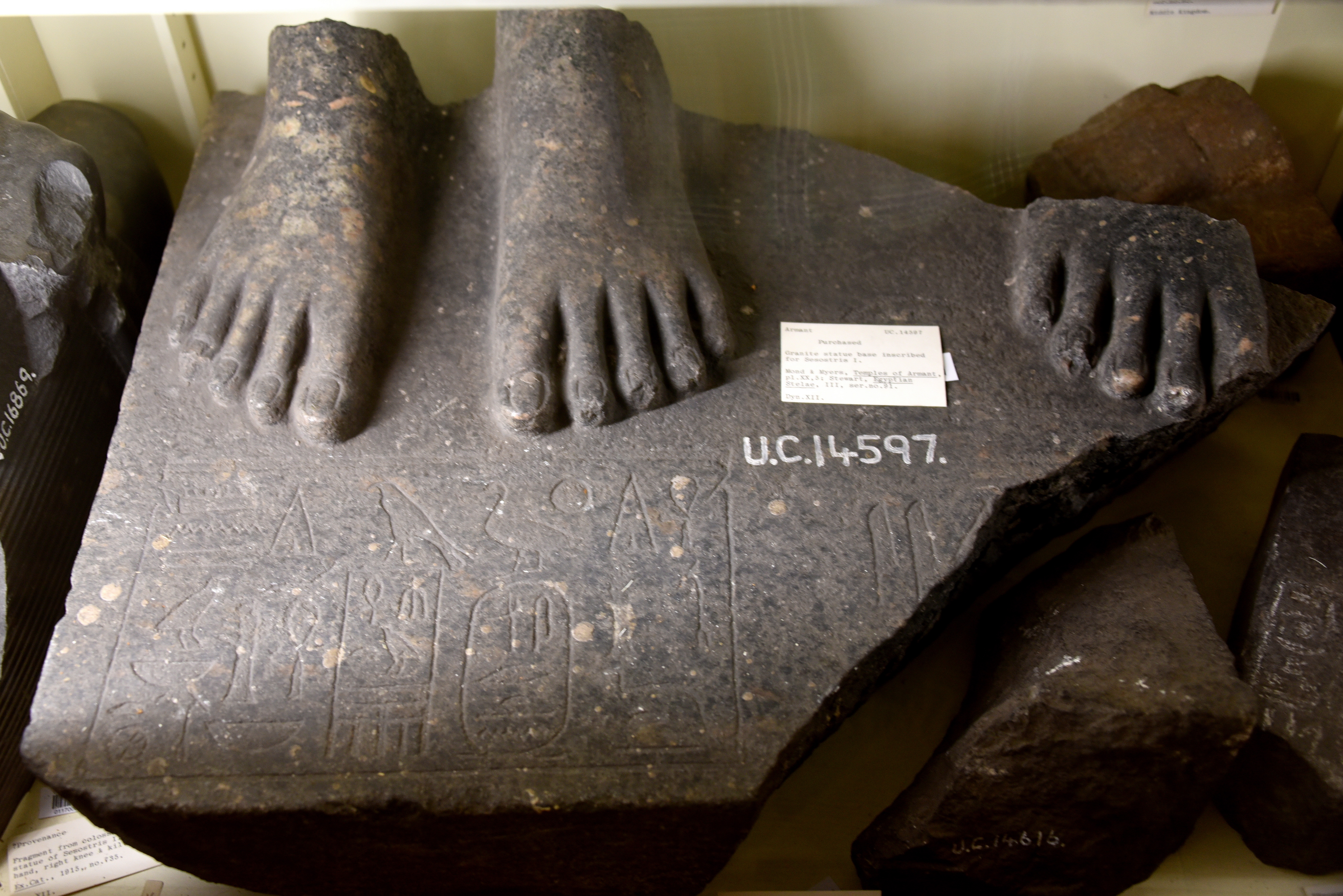

Armant es el nombre actual de una ciudad próxima a Luxor, al sur de Egipto, en la ribera occidental del río Nilo.
El nombre deriva de Iunu-Montu, en lengua egipcia Per-Montu, la residencia de Montu, que en idioma copto derivó a Ermont, y en griego a Hermontis. También fue llamada Heliópolis del Sur. 
Fue la capital del nomo IV del Alto Egipto hasta la dinastía XVIII, e importante lugar donde se veneraba al dios de la guerra Montu. 

## El templo Montu
Existía un templo dedicado a Montu en Armant datado del inicio de la dinastía XI, erigido por Mentuhotep II (Nebhepetra Mentuhotep). Durante la dinastía XVIII del Imperio Nuevo se realizaron sustanciales ampliaciones, quedando aun restos de un pilono de época de Thutmose III.
Durante el reinado de Nectanebo II se inició un nuevo templo, continuaron las obras los Ptolomeos, aunque la más importante contribución se debe a Cleopatra VII Filopator y a Ptolomeo XV Cesarion, que ordenaron edificar una Casa del nacimiento o mammisi y un lago sagrado.

## Necrópolis
Alrededor de Armant perduran extensos cementerios de todas las épocas.
El Bujeum, cuyo nombre proviene del antiguo egipcio Bej, al norte de Armant, destinado a enterramiento de los toros sagrados Bujis, data del reinado de Nectanebo II y se utilizó durante 650 años, hasta la época del emperador Diocleciano.
| O28 | n · M17s · O49 |

| O28 | n · M17s · O49 |